# Johann Andreas Herbst
Johann Andreas Herbst (bautizado 9 de junio de 1588 en Núremberg-† 24 de enero de 1666 en Fráncfort del Meno) fue un compositor y teórico musical alemán del Barroco.

## Vida
Herbst fue contemporáneo de Michael Praetorius y Heinrich Schütz. Su educación musical la obtuvo con mucha probabilidad de Hans Leo Hassler, que durante la juventud de Herbst trabajaba en Núremberg y con el que se detecta una similitud de estilos.
Herbst se convirtió en maestro de capilla en Butzbach en 1614, de Darmstadt en 1618 y de Fráncfort del Meno en 1623. Regresó a Núremberg entre 1636 y 1644, ocupando el puesto de Kapellmeister de la Iglesia de Nuestra Señora (Frauenkirche). Retornó después nuevamente a Fráncfort del Meno, donde permaneció hasta su muerte. Su período más productivo fue durante su estadía en Núremberg y su regreso a Frácfort del Meno, época en la que escribió sus tratados teóricos y compuso la mayor parte de su música sacra. 

## Escritos teóricos
Johann Andreas Herbst es uno de los más importantes teóricos musicales de Alemania de la primera mitad del siglo XVII, sólo superado por Michael Praetorius. Sus dos libros, Musica practica y Musica poetica, fueron muy influyentes, ya que aparte de los títulos, están escritos en alemán y cubren temas de importancia práctica para los músicos.
Musica practica era un manual sobre el arte del canto, con particular énfasis en el arte de la ornamentación de buen gusto. Partes de este libro las ha tomado prestado de un tratado anterior de Michael Praetorius, Syntagma musicum. Musica poetica era un manual sobre el arte de la composición e incluía ejercicios de contrapunto y de cómo musicalizar los textos. Posteriormente tradujo varios escritos sobre música del latín al alemán, publicándolos bajo el título Arte prattica & poetica.

## Obras musicales
Herbst escribió motetes, cantatas, corales y muchas otras composiciones, en su mayoría con temas religiosos y ninguna exclusivamente instrumental. Herbst utiliza las nuevas técnicas barrocas traídas de Italia por Hans Leo Hassler y Heinrich Schütz. 
Herbst introdujo el estilo coral polifónico veneciano en el área protestante de Alemania, estilo que empleó sobre todo en el período anterior a la Guerra de los Treinta Años. Durante la guerra se hizo difícil contratar al gran número de intérpretes necesarios para piezas en este estilo, lo que condujo a la simplificación en las fuerzas instrumentales que se ve en su música y la de sus contemporáneos.